# Bleek baardmos
Bleek baardmos (Usnea hirta) is een korstmossoort uit de familie Parmeliaceae.

## Determinatie
Bleek baardmos is een struikvormig korstmos en meestal kort (tot 5 cm), zelden langer dan 13 cm, en vertakt op een anisotoom-dichotome manier. De takken kunnen stijf of slap zijn, met een uniforme kleur die naar lichter wordt in de vertakkingen. De hoofdvertakkingen zijn onregelmatig en gezwollen, terwijl de zijtakken niet versmallen bij de aanhechting. De segmenten van de vertakkingen zijn cilindrisch of worstvormig, met talrijke dwarsgroeven. Er worden zelden apotheciën (vruchtlichamen) gevormd, meestal kleiner dan 3 mm in diameter. Kenmerkende kenmerken zijn een lichte basis en talrijke doornachtige, lange en dunne isidiën.
Het heeft de volgende kleurreacties:  K− of K+ (geel -> oranje), C−, KC− P− of P+ (geel).

## Ecologie
Bleek baardmos leeft epifytisch, vooral van naald- of loofbomen met een zure schors. Hij leeft in symbiose met de alg Trebouxioid. De soort is echter, net als bijna alle struikachtige korstmossen, bijzonder gevoelig voor luchtverontreiniging.

## Verspreiding
Deze soort kan goed tegen droogte kan en ook een van de meest voorkomende Usnea-soorten in Centraal-Europa. Bleek baardmos komt in Nederland zeldzaam voor. Het staat op de Nederlandse Rode Lijst in de categorie 'Bedreigd'.